# 1950年代
| 千纪： | 2千纪                                                                                            |
| 世纪： | 19世纪 \| 20世纪 \| 21世纪                                                                       |
| 年代： | 1920年代 \| 1930年代 \| 1940年代 \| 1950年代 \| 1960年代 \| 1970年代 \| 1980年代                 |
| 年份： | 1950年 \| 1951年 \| 1952年 \| 1953年 \| 1954年 \| 1955年 \| 1956年 \| 1957年 \| 1958年 \| 1959年 |

1950年代，被譽為現代文明的轉折點，是一個充滿了經濟繁榮、科技創新和社會變革的時代。這個時期是二戰結束後的重建與復甦時期，許多國家努力重建戰後破壞的經濟與基礎設施，並且致力於提高人民的生活水平。
在1950年代，全球經濟迅速增長，許多國家開始進行工業化和現代化的轉型。這是個消費主義興起的時代，人們開始擁有更多的可支配收入，並且對於家庭用品、汽車、電視和家庭電器等物質消費品表現出日益增長的需求。這種經濟繁榮帶來了就業機會，並促進了不少人口從農村遷移到城市。
科技方面，1950年代見證了許多重大的突破和發明。原子能的應用推動了核能發電站的建設，同時也引發了人們對於核武器的擔憂。電視成為了家庭娛樂的重要組成部分，人們可以在家中觀看新聞、電影和娛樂節目。此外，航空業也取得了巨大的進展，商業航班的數量急劇增加，使得人們可以更加容易地旅行和探索世界。
社會變革方面，1950年代見證了種族平等運動的興起，人們開始對種族歧視發起抗議，並爭取平等的權利。同時，女性也開始尋求平等的地位和機會，婦女解放運動催生了女性參與工作和教育的機會的增加。
1950年代是一個充滿希望和機遇的時代，人們對於未來充滿了樂觀和幻想。然而，這個時期也存在著一些挑戰和問題，例如冷戰的緊張局勢、核武器的威脅以及環境污染的問題。儘管如此，1950年代仍然被視為現代社會的里程碑，為後來的發展奠定了基礎。

## 大事紀

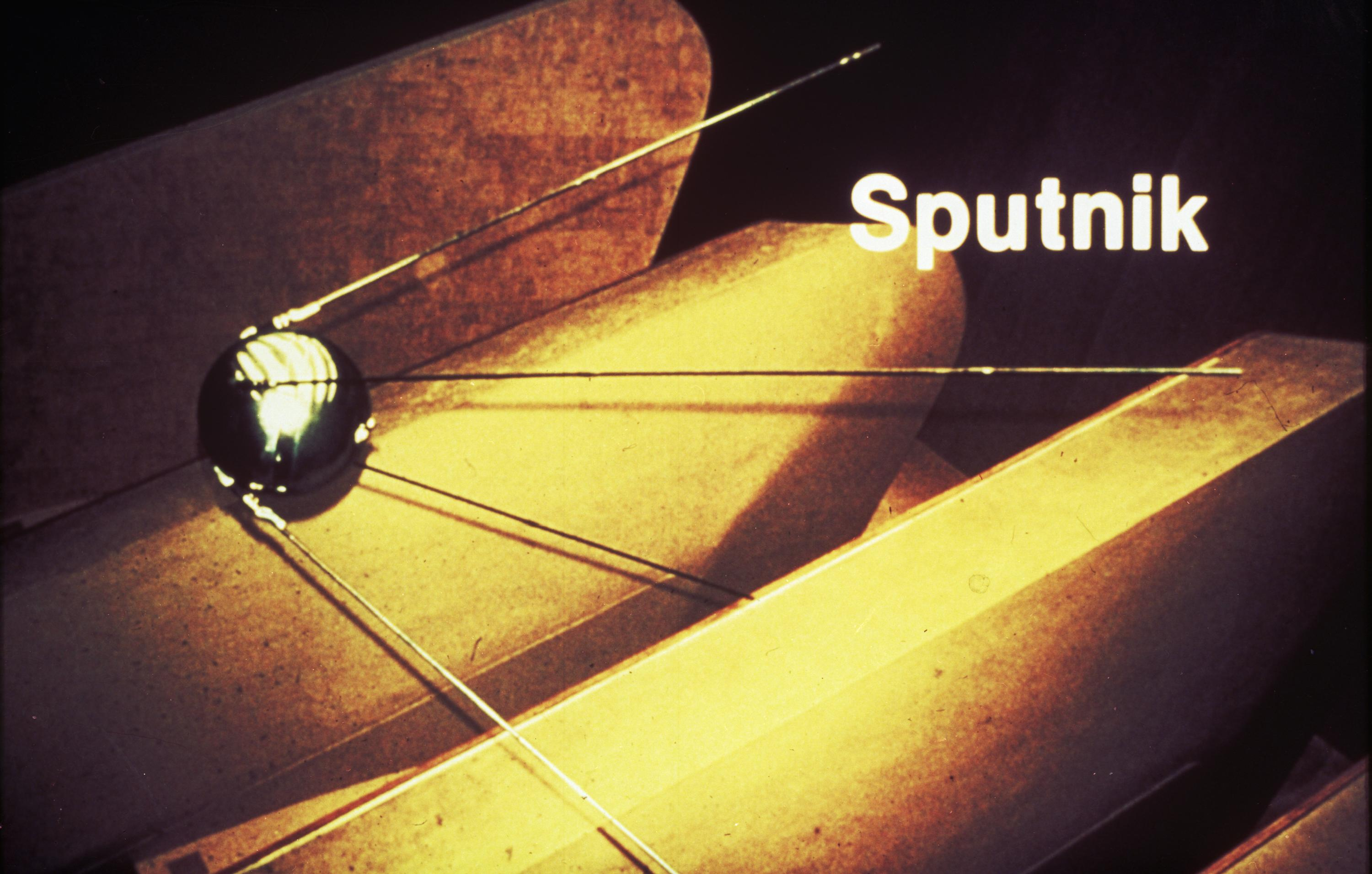
史普尼克1號衛星

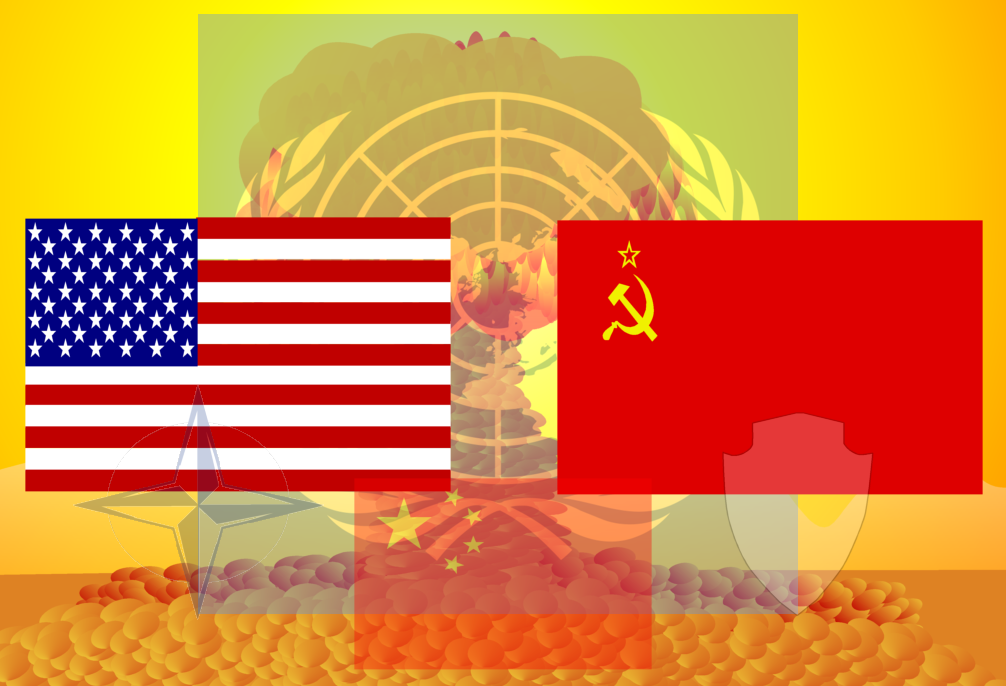
冷戰開始

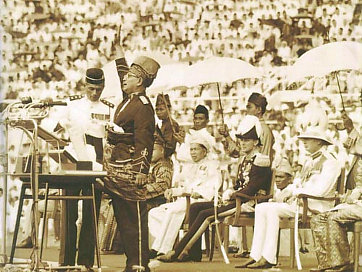
1957年马来亚联合邦独立，东姑阿都拉曼高呼七次“默迪卡”

- 爆發，成為冷戰之下資本主義陣營與共產主義陣營的首次熱戰。
- 1950年－中华人民共和国建立初期毛泽东等中国共产党高层主导土地改革运动，1950-1953年间，3亿多无地或少地的农民无偿分得约7亿亩土地及生产资料。但與此同時,超过100万-470万人非正常死亡、农村上层阶级消亡。
- 1950年－镇压反革命运动，由中国共产党中央委员会主席毛泽东主持下在全国范围内进行清查和镇压反革命分子的大规模政治运动，造成712,000到2,584,000人死亡。
- 1950年－新加坡发生玛丽亚·埃尔托格骚乱，造成18人死亡，173人受伤，多处房产遭到破坏。
- 1952年－日本結束戰敗後的盟軍佔領時期，恢復主權國家地位。
- 1952年－葡屬澳門與中國大陸交界發生關閘事件。
- 1954年－长江洪水，长江中下游、淮河流域，湘、鄂、赣、皖、苏5省有123个县市受灾，农田受淹4755万亩，受灾人口1888万人，死亡3万余人，京广铁路近100天不能通车。
- 1955年－肃清暗藏的反革命分子运动，中国共产党发动的一场政治运动，目标是肃清中共、政府、军队中的反革命分子，运动在1957年年底结束，共造成了数十万人被逮捕、5.3万人的非正常死亡。
- 1955年－为了解决马来亚紧急状态，12月28日在马来亚举行了华玲和谈。主要参与者是陈平、大卫·马绍尔和东姑阿都拉曼。
- 1956年－新加坡发生华文中学暴动，多达13人丧生、逾100人受伤。
- 1956年－埃及總統贾迈勒·阿卜杜-纳赛尔宣布將蘇伊士運河收歸國有（蘇伊士運河危機），後來和英國、法國和以色列的軍隊發生戰爭（第二次中东战争）。
- 1957年－马来亚正式独立，东姑阿都拉曼担任首相，敦阿都拉萨但任副首相。
- 1959年－中共廬山會議召開，彭德懷受到錯誤批判並免去國防部長職位。
- 1959年－藏区骚乱，中国人民解放军与藏族军民在藏区发生的严重武装冲突，约8万7千人死亡，但具体死亡人数有争议。
- 1959年起－中华人民共和国發生三年大饥荒。
- 蘇聯發射第一顆人造衛星
- 貓王流行於歐美

## 出生

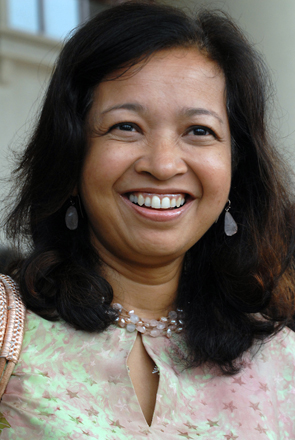
玛丽娜·马哈迪

- 1950年1月30日——陳文成，台灣政治受害者
- 1950年3月7日——藤田進，巴西大使，該國首位日裔外交官。
- 1950年4月6日一蔡明介，台灣企業家，聯發科技公司董事長
- 1950年4月11日——吳東亮，臺灣企業家，臺灣台新金控董事長
- 1950年4月12日——趙怡，台灣政治人物
- 1950年5月6日——趙少康，台灣政治人物，媒體工作者
- 1950年5月13日——史提夫·汪达，美国歌手
- 1950年6月10日——陳菊，台灣政治人物
- 1950年6月26日——李朝卿，台灣政治人物
- 1950年7月3日——张抗抗，中国作家
- 1950年7月13日——馬英九，中華民國第12、13任總統
- 1950年7月21日——邱文達，台灣醫師，政府官員
- 1950年8月7日——凱塞·諾特，馬紹爾群島政治人物
- 1950年8月16日——尹衍樑，中华民国企业家，现任润泰集团总裁
- 1950年8月23日——譚詠麟，香港 華語樂壇著名歌手， 曲詞作家、演員
- 1950年10月8日——張武孝，香港男歌手
- 1950年10月10日——蔡素玉，香港立法會議員
- 1950年10月12日——盧冠廷，香港著名歌手及電影演員
- 1950年10月12日——陳水扁，中華民國第10、11任總統
- 1950年10月12日——安娜·卡朱摩洛·提拜朱卡，坦尚尼亞人，聯合國人居署執行主任
- 1950年10月18日——郭台銘，台灣著名企業家、鴻海、富士康創辦人、有電子業的成吉思汗之稱
- 1950年11月3日——詹姆斯·羅斯曼，耶魯大學細胞生物學系系主任，2013年獲諾貝爾生理學或醫學獎
- 1950年12月3日——陳百祥，香港電影及電視演員
- 1950年12月6日——久石讓，日本作曲家
- 1951年9月5日——迈克尔·基顿，美国演员
- 1951年10月2日——斯汀，英国音乐家，歌手，歌曲作者和演员，警察乐队主唱
- 1953年7月23日——纳吉·阿都拉萨，马来西亚第六任首相（2009年至2018年）[1]。2020年7月28日, 吉隆坡高等法庭宣判，纳吉涉及一马弊案的SRC洗钱案的7项指控全部成立，判处监禁12年和罚款2亿1000万令吉，若无法缴付罚款则加监5年[2][3][4][5]
- 1954年4月29日——杰瑞·宋飞，美国喜剧演员、剧作家、电视与电影制片人  #
- 1956年9月26日——琳达·汉密尔顿，美国女演员，以《魔鬼终结者》莎拉·康纳一角闻名
- 1957年5月11日——玛丽娜·马哈迪，马来西亚著名的社会运动家和作家，也是马来西亚第四任兼第七任首相马哈迪·莫哈末和茜蒂哈斯玛的长女
- 1958年4月29日——米歇尔·法伊弗，美国女演员 #
- 1958年5月4日——基思·哈林，美国新波普艺术家、街头绘画艺术家、社会运动者
- 1959年4月15日——艾玛·汤普森，英国女演员及剧作家